# IJsland op de Paralympische Winterspelen 2014
IJsland is een van de landen die deelneemt aan de Paralympische Winterspelen 2014 in Sotsji, Rusland.

## Deelnemers en resultaten
(m) = mannen, (v) = vrouwen 

### Alpineskiën
| Paralympiër             | Onderdeel                 | Resultaat | Prestatie      |
| ----------------------- | ------------------------- | --------- | -------------- |
| Johann Thor Holgrimsson | Slalom, zittend (m)       | DNF       | Niet gefinisht |
| Johann Thor Holgrimsson | Reuzenslalom, zittend (m) | 23e       | 3:38.43        |
|                         |                           |           |                |
| Erna Fridriksdottir     | Slalom, zittend (v)       | 10e       | 3:10.30        |
| Erna Fridriksdottir     | Reuzenslalom, zittend (v) | 9e        | 3:31.19        |